# Randolph Churchill

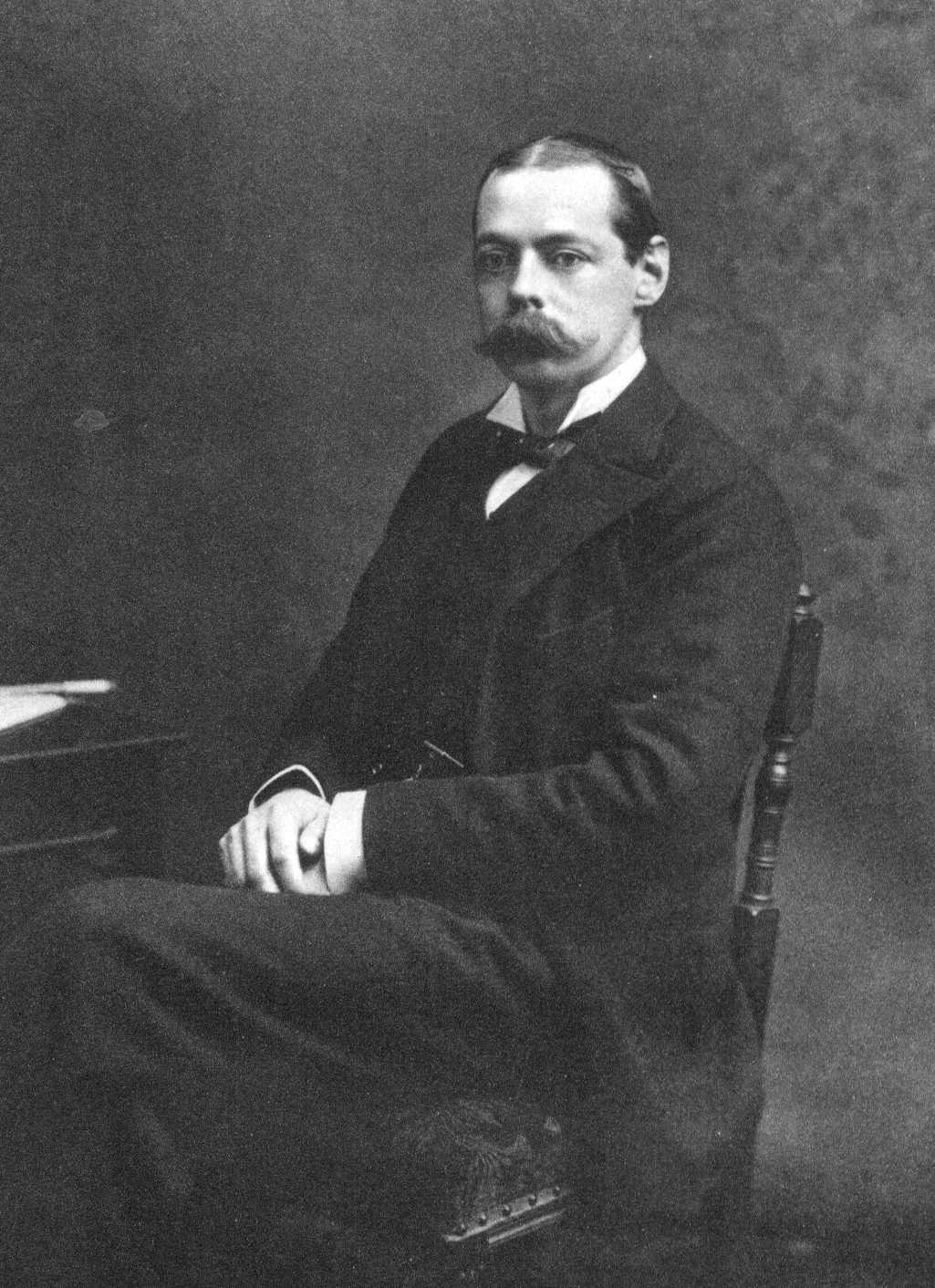
Lordul Randolph Churchill

Lordul Randolph Henry Spencer-Churchill (13 februarie 1849 – 24 ianuarie 1895) a fost politician britanic. A fost al treilea fiu al lui John Spencer-Churchill, al 7-lea Duce de Marlborough și a soției acestuia, Lady Frances Vane. A fost tatăl lui Winston Churchill, viitorul prim-ministru al Marii Britanii, care a scris prima biografie majoră a tatălui său.

## Biografie

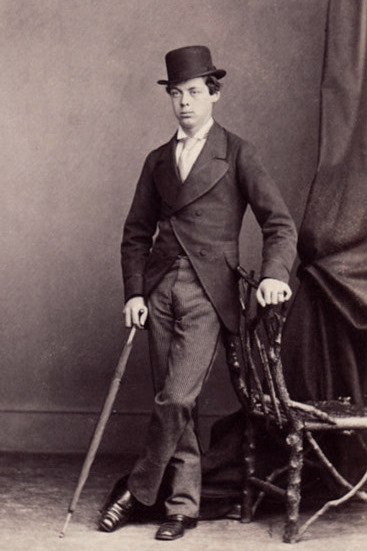
Churchill în anii 1860

În ianuarie 1863 și-a început educația la Colegiul Eton, pe care l-a absolvit în iulie 1865. Contemporanii săi l-au descris ca fiind un băiat plin de viață și destul de greu de stăpânit. În octombrie 1867 el s-a înmatriculat la Merton College, Oxford. I-a plăcut sportul, dar a fost, de asemenea, un cititor pasionat, și a obținut o diplomă clasa a doua în jurisprudență și istorie modernă în 1870.
La începutul anilor 1880, s-a alăturat altor conservatori, formând al Patrulea Partid care milita pentru o „democrașie conservatoare” a unui conservatorism progresist.
1874 a fost ales în Parlament ca membru conservator pentru Woodstock, Oxfordshire.
La 15 aprilie 1874, Lordul Randolph Churchill s-a căsătorit cu Jennie Jerome, fiica americanului Leonard Jerome din New York, cu care a avut doi fii:
- Winston Leonard Spencer-Churchill (1874–1965)
- John Strange Spencer-Churchill (1880–1947)